# Carlo Bertolini di Monte Planeta
Carlo Bertolini di Monte Planeta (3. března 1827 Nanno – 10. března 1889 Rovereto) byl rakouský právník a politik italské národnosti z Tyrolska (respektive z Jižního Tyrolska), v 2. polovině 19. století poslanec Říšské rady.

## Biografie
Zasedal jako poslanec Tyrolského zemského sněmu, kde předsedal italskému poslaneckému klubu.
Byl také poslancem Říšské rady (celostátního parlamentu Předlitavska), kam nastoupil v prvních přímých volbách roku 1873, za kurii městskou a obchodních a živnostenských komor v Tyrolsku, obvod Roveredo, Mori atd./Roveredo. Rezignaci oznámil dopisem 23. června 1877 z politických důvodů, 27. listopadu 1877 opětovně složil slib. Mandát zde obhájil ve volbách roku 1879 a volbách roku 1885. Poslancem byl až do své smrti roku 1889. Pak ho v parlamentu nahradil Giovanni Battista Debiasi. V roce 1873 se uvádí jako Dr. Carl Bertolini, advokát, bytem Trento.
V roce 1873 usedl do parlamentu za blok ústavověrných. Uvádí se tehdy coby jeden z 67 členů staroliberálního Klubu levice, vedeného Eduardem Herbstem. V roce 1878 zasedal v pětičlenném italském poslaneckém klubu. V prosinci 1882 se přidal k nově ustavenému poslaneckému Coroniniho klubu, oficiálně nazývanému Klub liberálního středu, který byl orientován vstřícněji k vládě Eduarda Taaffeho. Za člena Coroniniho klubu se uvádí i po volbách do Říšské rady roku 1885.
Patřil mezi hlavní politiky italských národních liberálů v Tyrolsku. Byl předsedou klubu Trentino ve Vídni. Založil také spolek Pro Patria.
Zemřel v březnu 1889. Příčinou úmrtí byla plicní choroba.